# Bildung
El terme Bildung (en alemany: «formació») es refereix a la tradició alemanya de conrear-se a si mateix, on la filosofia i l'educació estan vinculades de manera tal que es relaciona a un procés de maduresa personal i cultural. Aquesta maduresa es descriu com una harmonització de la ment i el cor de l'individu, i en la unificació de la individualitat i la identitat dins de la societat en general, com ho demostren la tradició literària de la Bildungsroman.

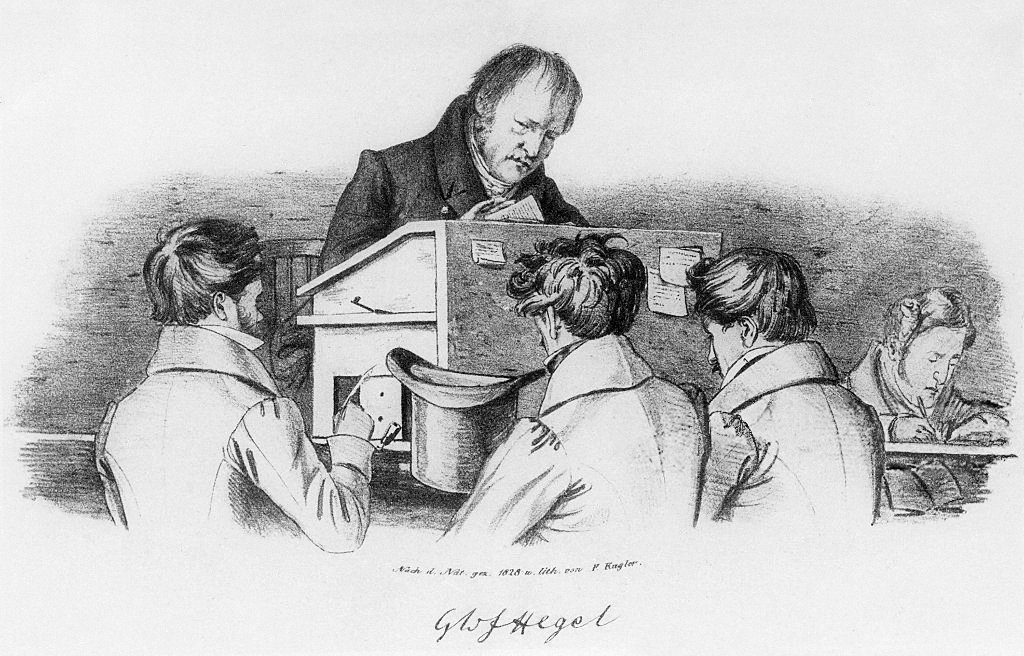
Hegel al faristol davant dels seus estudiants

En aquest sentit, el procés d'harmonització de la ment, el cor, la individualitat i la identitat, s'aconsegueix a través d'una transformació personal que presenta un desafiament a les mateixes creences acceptades. En els escrits de Hegel, el desafiament de creixement personal sovint implica una alienació dolorosa de la pròpia «consciència natural» que porta a la reunificació i el desenvolupament d'un mateix. De la mateixa manera, a pesar que la cohesió social requereix institucions ben formades, també requereix una diversitat d'individus amb la llibertat (en el sentit positiu del terme) per a desenvolupar una àmplia varietat de talents i habilitats, fet que requereix de l'acció personal.

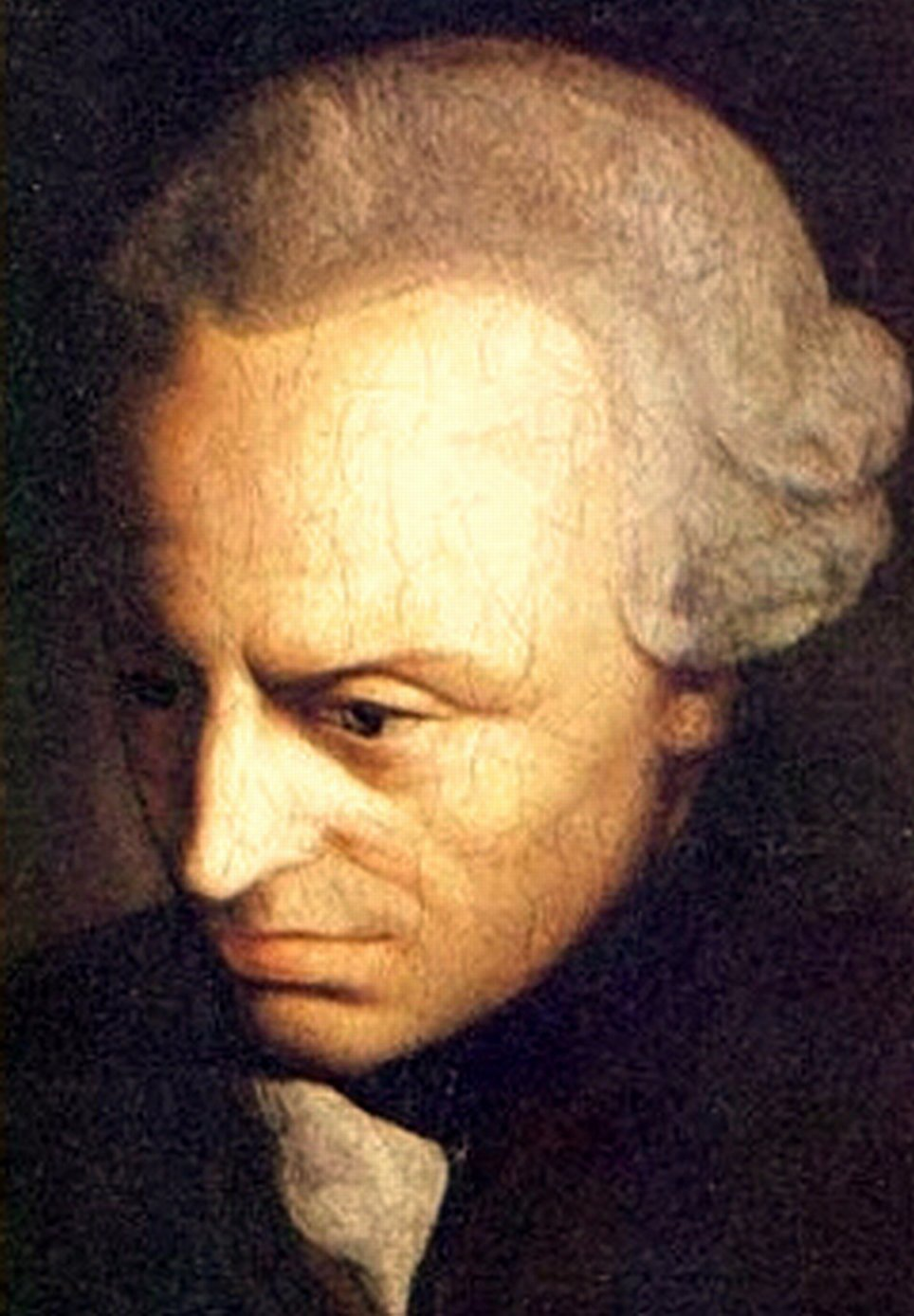
Immanuel Kant

D'aquesta manera, l'educació (Erziehung-Ausbildung) implica la formació de l'ésser humà pel que fa a la seva pròpia humanitat, així com les seves habilitats intel·lectuals innates. El terme Bildung també es correspon amb l'ideal d'educació, en el sentit que li dona Wilhelm von Humboldt. En aquest context, el concepte d'educació es converteix en un procés permanent de desenvolupament, en lloc de la mera instrucció per a l'obtenció de cert coneixement extern o d'habilitats. L'educació és vista llavors com un procés en el qual les sensibilitats espirituals i culturals d'un individu, així com la vida, les habilitats personals i socials, es troben en un procés de contínua expansió i creixement. Bildung és vist com una manera de ser més lliure a causa de la reflexió amb un «un mateix» superior.
De forma més explícita, en els escrits de Hegel, el concepte Bildung rebutja la metafísica prekantiana d'un «Ésser», per una metafísica postkantiana d'«experiència» que rebutja les lectures universals.
Així, doncs, el compliment s'aconsegueix a través de l'activitat pràctica que promou el desenvolupament dels talents i les habilitats individuals, que al seu torn condueixen al desenvolupament de la pròpia societat, no limitant-se a acceptar l'statu quo sociopolític, sinó incloent la possibilitat de participar en una crítica de la societat en la qual es viu i, en última instància, desafiar la societat per actualitzar els seus ideals més nobles. Avui en dia, l'educació a Alemanya és vista com el deure els pares i la Bildung com el deure l'escola.